# Алоис Хьофлер
Алоис Хьофлер (на немски: Alois Höfler) е австрийски философ и психолог, принадлежащ към школата на Брентано.

## Биография
Роден е на 6 април 1853 година в Кирхдорф, Австро-Унгария. Ученик е на Лудвиг Болцман и Франц Брентано във Виена и Алексий Мейнонг в Грац. Докторатът му е на тема „Einige Gesetze der Unverträglichkeit Zwischen Urteilen“ („Някои закони за несъвместимост между отзива“). Става преподавател първо в школата Theresianum, а от 1894 година и във Виенския университет. Заедно с Брентано, основава философско дружество в Университета във Виена и е негов многократен директор.
Умира на 26 февруари 1922 година на 68-годишна възраст.

## Кратка библиография
- Philosophische Propädeutik. Erster Theil: Logik, в сътрудничество с Alexius Meinong, Wien: F. Tempsky / G. Freytag, 1890
- „Psychische Arbeit“, в Zeitschrift für Psychologie und Physiologie der Sinnesorgane, 8, 1895, S. 44 – 103 и 161 – 230
- „Die unabhängigen Realitäten“, в Kant-Studien, 12, 1907, S. 361 – 392
- (редактор и съставител) Werke Bernard Bolzanos. Leipzig: Felix Meiner, 1914
- (редактор и съставител) Bernard Bolzano, Paradoxien des Unendlichen. Leipzig: Felix Meiner, 1921